# Махново (Островский район)
Махново  — деревня в Бережанской волости Островского района Псковской области.
Расположена у автодороги М20 и у побережья реки Мошна, в 16 км к югу от центра города Остров.
Численность населения деревни по состоянию на 2000 год составляла 13 жителей.